# Methexis

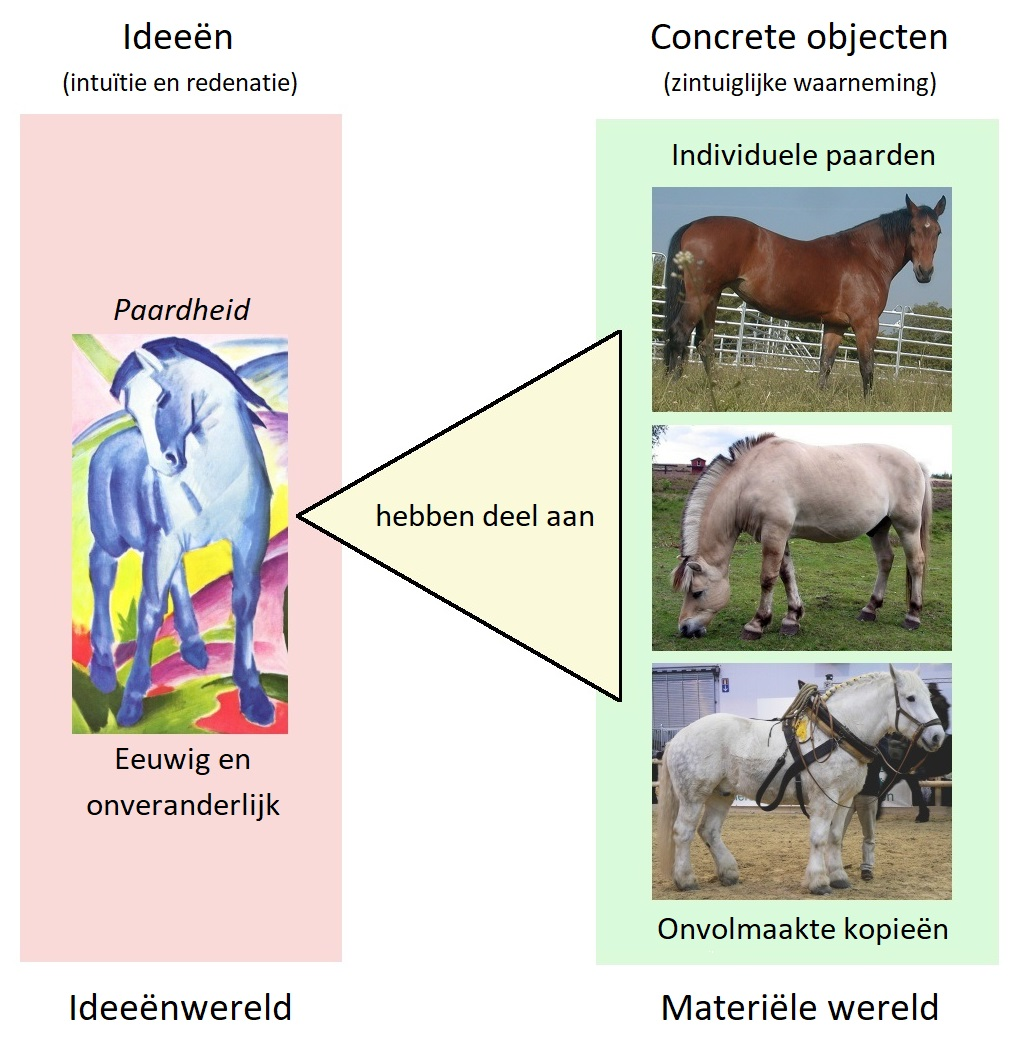
Volgens Plato hebben alle individuele paarden deel aan het Idee paardheid

Methexis (μέθεξις) betekent in het Oudgrieks "het deelhebben [aan iets]" of "participatie". In de filosofie van Plato wordt het woord gebruikt om uit te drukken dat alle dingen in de vergankelijke, waarneembare werkelijkheid "deelhebben" aan de eeuwige, zuivere Ideeën of Vormen van de Ideeënwereld.

## Voorbeeld
Vergelijk het met het bakken van koekjes in de vorm van mannetjes. Elk koekje is als het ware een afbeelding van de vorm "mannetje",  maar er zitten wel wat onregelmatig gevormde randjes aan, elk koekje is net weer een beetje anders. Toch hebben alle koekjes gemeen dat ze een afbeelding zijn van een (niet fysiek bestaand) mannetje. Net zo hebben alle echte mensen deel aan de Idee mens: een soort abstract ideaalbeeld, terwijl alle afzonderlijke mensen een beetje van elkaar verschillen. Elk mens vergaat op een gegeven moment, maar de vorm of de Idee mens is onvergankelijk. Volgens Plato bestaat zo'n Vorm of Idee wel degelijk, in zijn Ideeënwereld. Ze bestaan weliswaar niet fysiek, maar volgens Plato's Ideeënleer is de Ideeënwereld "echter" dan de fysieke wereld.